# Hørningkredsen
Hørningkredsen var en valgkreds til Folketinget i Randers Amt fra 1849 til 1894. Kredsens valgsted var i Hørning sydøst for Randers. Kredsen omfattende et landområde mellem Randers, Århus og den vestligste del af Djursland. I forbindelse med en omstrukturering af valgkredse i 1894, blev området tættest på Randers, inkl. valgstedsbyen Hørning, overført til den nye Randers Landkreds. Derefter blev Hornslet kredsens valgsted, og kredsen blev benævnt Hornsletkredsen. Valgkredsens officielle navn var Randers Amts 3. Valgkreds fra 1849 til 1894 og Randers Amts 4. Valgkreds fra 1894 til 1920.
Fra 1920 til 1970 var Hornsletkredsen en opstillingskreds i Randers Amtskreds.

## Enkeltmandsvalgkreds 1849-1920
Ved oprettelsen i 1849 bestod Hørningkredsen af følgende kommuner:
- Ørsted Kommune
- Voer-Estruplund Kommune
- Holbæk-Udby Kommune
- Fausing-Auning Kommune
- Virring-Essenbæk Kommune (til 1894)
- Øster Alling-Vester Alling Kommune
- Årslev-Hørning-Lime Kommune (omdannet i 1851, Årslev-Hørning til 1894)
- Mørke-Hvilsager Kommune (omdannet i 1851)
- Mygind-Krogsbæk-Skjørring Kommune
- Søby-Skader-Halling Kommune
- Ødum-Hadbjerg Kommune
- Voldum-Rud Kommune
- Skødstrup Kommune
- Hornslet Kommune
- Todbjerg-Mejlby Kommune
- Hjortshøj-Egå Kommune[1]

Ved udgangen af 1851 blev Årslev-Hørning-Lime Kommune og Mørke-Hvilsager Kommune nedlagt, og i stedet blev Årslev-Hørning Kommune, Hvilsager-Lime Kommune og Mørke Kommune oprettet. Disse nye kommuner indgik derefter i valgkredsen.
I forbindelse med omlægningen af Danmarks valgkredse i 1884 blev Virring-Essenbæk Kommune og Årslev-Hørning Kommune overført til den nyoprettede Randers Landkreds. Samtidig blev Hornslet nyt valgsted for kredsen, og den derefter kaldt Hornsletkredsen.
Følgende folketingsmedlemmer blev valgt i Hørningkredsen (1849-1894):
- Jens Christensen 4. december 1849 - 4. august 1852 (I, side 95-96)
- Hack Kampmann 4. august 1852 - 26. februar 1853 (I, side 284-285)
- N.C. Condrup 26. februar 1853 - 19. april 1856 (nedlagde sit mandat) (I, side 109
- C. Christensen 5. juni 1856 (suppleringsvalg) - 7. juni 1864 (I, side 92)
- Hack Kampmann 7. juni 1864 - 4. juni 1866 (I, side 284-285)
- A.M. Povlsen 4. uni 1866 - 20. september 1872 (II, side 139)
- Niels Jensen 20. september 1872 - 3. januar 1879 (I, side 253)
- Simon Andersen 3. januar 1879 - 25. juni 1884 (I, side 17-18)
- Jens Kjeldsen 25. juni 1884 - 21. januar 1890 (I, side 289-290)
- P. Bjerre 21. januar 1890 - 20. april 1892 (II, side 46)
- Niels Neergaard 20. april 1892 - 9. april 1895 (II, side 74)

Følgende folketingsmedlemmer blev valgt i Hornsletkreden (1894-1920):
- Niels Neergaard 9. april 1895 - 5. april 1898 (II, side 74)
- K.N. Kristiansen 5. april 1898 - 20. maj 1906 (II, side 310)
- N.P. Jensen 20. maj 1906 - 20. maj 1910 (I, side 254-255)
- Thorvald Povlsen 20. maj 1910 - 22. oktober 1935 (II, side 139-140)

Kildeangivelserne i parentes henviser til bind og sidetal i Rigsdagens medlemmer gennem hundrede aar 1848-1948 (se kildefortegnelsen).

## Opstillingskreds i Randers Amtskreds
Efter 1920 fortsatte Hornsletkredsen som en opstillingskreds i Randers Amtskreds frem kommunalreformen i 1970. Det officielle navn var i denne periode Randers Amtskreds, 4. Opstillingskreds.
Der skete en ændring i sammensætningen af opstillingskredsens kommuner i 1966 idet Fausing-Auning Kommune og Øster Alling-Vester Alling Kommune blev lagt sammen til Gammel Estrup Kommune og Ødum-Hadbjerg Kommune blev indlemmet i den nyoprettede Hadsten Kommune, men kredsen omfattede det samme geografiske område som tidligere fra 1966 til 1970.